# Лоррейн, Луиза
Луиза Лоррейн (англ. Louise Lorraine; 1 октября 1904 — 2 февраля 1981) — американская киноактриса.
Луиза Лоррейн (урождённая Эсковар) родилась 1 октября 1904 года в Сан-Франциско. Свою карьеру она начала, снявшись в независимых картинах студии Universal. Популярность к Лоррейн пришла после выхода в 1922 году фильмов «The Radio King» и «With Stanley in Africa». В том же году она стала финалисткой рекламной кампании WAMPAS Baby Stars.
Самой запоминающейся ролью Лоррейн стала Джейн Портер в киносериале 1921 года «Приключения Тарзана». Актриса продолжала сниматься в кино до начала 1930-х годов, далее она отошла от дел чтобы посвятить себя мужу и детям.
Умерла Луиза Лоррейн 2 февраля 1981 года в Нью-Йорке. Была похоронена на кладбище Голливуд-Хилс в Калифорнии.